# Diecezja Salto
Diecezja Salto – diecezja rzymskokatolicka w Urugwaju. Siedziba mieści się w Salto w departamencie Salto. Obejmuje swoim  obszarem departamenty: Salto, Artigas, Paysandú i Río Negro. Jest największą pod względem powierzchni diecezją w Urugwaju.

## Historia
Diecezja Salto została erygowana 14 kwietnia 1897 roku. Diecezja powstała poprzez wyłączenie z terytorium ówczesnej diecezji Montevideo. Jest sufraganią archidiecezji Montevideo. 
Przekształcenia terytorialne:
- 15 listopada 1955: wydzielenie diecezji San José de Mayo;
- 17 grudnia 1960: wydzielenie diecezji Mercedes.

## Biskupi Salto
- Tomás Gregorio Camacho – (3 lipca 1919 – 20 maja 1940)
- Alfredo Viola – (20 maja 1940 – 1 stycznia 1968)
- Marcelo Mendiharat – (1 stycznia 1968 – 8 marca 1989)
- Daniel Gil Zorrilla – (8 marca 1989 – 16 maja 2006)
- Pablo Galimberti – (16 maja 2006 –  24 lipca 2018)
- Fernando Gil – (24 lipca 2018 – 17 stycznia 2020)
- Arturo Fajardo (od 15 czerwca 2020)